# Jožef Majcenovič
Jožef Majcenovič, slovenski častnik, * 22. februar 1949, Lenart v Slovenskih goricah.

## Vojaška kariera
- povišan v polkovnika (30. november 2000)

## Odlikovanja in priznanja
- bronasta medalja generala Maistra (12. maj 1999)
- znak za zasluge pri organizacije nove TO 1991 (6. oktober 1999)